# Мелба (Айдахо)
Мелба (англ. Melba) — місто в окрузі Каньйон, штат Айдахо, США. Згідно з переписом 2010 року населення становило 513 осіб, що на 74 особи більше, ніж 2000 року. Є частиною агломерації Бойсе.

## Географія
Мелба розташована за координатами 43°22′25″ пн. ш. 116°31′56″ зх. д. / 43.37361° пн. ш. 116.53222° зх. д. (43.373494, -116.532283).  За даними Бюро перепису населення США в 2010 році місто мало площу 1,03 км², з яких 1,02 км² — суходіл та 0,02 км² — водойми.

## Демографія

### Перепис 2010 року
За даними перепису 2010 року, у місті проживало 513 осіб у 171 домогосподарствах у складі 133 родин. Густота населення становила 507,9 ос./км². Було 197 помешкань, середня густота яких становила 195,0/км². Расовий склад міста: 78,9% білих, 0,2% афроамериканців, 0,2% азіатів, 17,7% інших рас, а також 2,9% людей, які зараховують себе до двох або більше рас. Іспанці та латиноамериканці незалежно від раси становили 24,6% населення.
Із 171 домогосподарств 45,0% мали дітей віком до 18 років, які жили з батьками; 57,9% були подружжями, які жили разом; 15,2% мали господиню без чоловіка; 4,7% мали господаря без дружини і 22,2% не були родинами. 21,1% домогосподарств складалися з однієї особи, у тому числі 11,1% віком 65 і більше років. У середньому на домогосподарство припадало 3,00 мешканця, а середній розмір родини становив 3,38 особи.
Середній вік жителів міста становив 32,8 року. Із них 33,5% були віком до 18 років; 7,3% — від 18 до 24; 27,9% від 25 до 44; 21,2% від 45 до 64 і 10,3% — 65 років або старші. Статевий склад населення: 53,2% — чоловіки і 46,8% — жінки.
Середній дохід на одне домашнє господарство  становив 47 481 долар США (медіана — 41 154), а середній дохід на одну сім'ю — 49 359 доларів (медіана — 43 000). За межею бідності перебувало 16,4 % осіб, у тому числі 17,4 % дітей у віці до 18 років та 4,8 % осіб у віці 65 років та старших.
Цивільне працевлаштоване населення становило 177 осіб. Основні галузі зайнятості: освіта, охорона здоров'я та соціальна допомога — 23,7 %, роздрібна торгівля — 12,4 %, мистецтво, розваги та відпочинок — 10,2 %.

### Перепис 2000 року
Згідно з переписом 2000 року, у місті проживало 439 осіб у 156 домогосподарствах у складі 105 родин. Густота населення становила 565,0 ос./км².  Було 164 помешкання, середня густота яких становила 211,1/км². Расовий склад міста: 84,28% білих, 0,46% індіанців, 0,23% азіатів, 13,67% інших рас і 1,37% людей, які зараховують себе до двох або більше рас. Іспанці та латиноамериканці незалежно від раси становили 14,58% населення.
Із 156 домогосподарств 38,5% мали дітей віком до 18 років, які жили з батьками; 52,6% були подружжями, які жили разом; 7,7% мали господиню без чоловіка, і 32,1% не були родинами. 27,6% домогосподарств складалися з однієї особи, у тому числі 14,7% віком 65 і більше років. У середньому на домогосподарство припадало 2,81 мешканця, а середній розмір родини становив 3,37 особи.
Віковий склад населення: 32,8% віком до 18 років, 10,5% від 18 до 24, 28,9% від 25 до 44, 15,7% від 45 до 64 і 12,1% від 65 років і старші. Середній вік жителів — 30 років. Статевий склад населення: 54,2 % — чоловіки і 45,8 % — жінки.
Середній дохід домогосподарств у місті становив $31 429, родин — $40 000. Середній дохід чоловіків становив $25 096 проти $20 750 у жінок. Дохід на душу населення в місті був $12 928. Приблизно 9,6% родин і 13,8% населення перебували за межею бідності, включаючи 10,4% віком до 18 років і 9,6% від 65 і старших.